# TF6
TF6 est une ancienne chaîne de télévision mini-généraliste française de divertissement destinée à un public de jeunes adultes. Elle diffuse des programmes entre le 18 décembre 2000 et le 31 décembre 2014. La chute d'audience depuis 2009 et l'échec de la TNT payante en France sont les principales causes de sa disparition.

## Historique de la chaîne
TF6 est créée le 18 décembre 2000 sur le canal 5 de TPS par le groupe TF1 et le groupe M6, qui décident de rapprocher leurs deux projets concurrents de chaîne familiale sur le câble et satellite TPS dont ils sont les deux coactionnaires : le projet « W9 » pour M6 et le projet « TFX » pour TF1. Cette fusion amène les deux groupes à créer une société commune regroupant TF6 et Série Club dont les deux groupes sont actionnaires à 50 %. Cela permet à la nouvelle chaîne de profiter en matière de séries et de cinéma des catalogues de ses deux maisons mères et de proposer une offre plus riche.
TF6 est diffusée sur le canal 36 de la TNT (puis canal 46 à partir de décembre 2012) à partir du 15 février 2006 au travers de l'offre payante de TPS baptisée « Pack TPS TNT » (comprenant également les chaînes TPS Star, Eurosport, Paris Première, LCI et AB1). TF6 HD est disponible sur Canalsat à partir du 24 janvier 2012.
TF6 profite également d'exclusivités. Piochant dans les riches catalogues des deux groupes et des accords d'exclusivités avec les grands studios américains, la chaîne fait l'acquisition de plusieurs séries américaines inédites en France comme New Girl, Franklin and Bash et Nashville entre autres. TF6 est également l'une des rares chaînes du satellite et du câble à diffuser des émissions originales.
Le 24 avril 2014, les groupes TF1 et M6 annoncent l'arrêt de la chaîne pour le 31 décembre 2014. La principale cause est la chute d'audience depuis 2009,. Le 31 décembre 2014, La Méthode Cauet, les 10 ans est le dernier des programmes à être diffusé. À 23 h 59, la chaîne cesse définitivement d’émettre après 14 ans d'existence avec la diffusion d'un clip rétrospectif des meilleurs programmes de la chaîne avec comme fond sonore la chanson Love Me Again de John Newman.
Après l'arrêt de la chaîne, Série Club a récupéré certains programmes de TF6, notamment les séries Buffy contre les vampires et Angel.

## Identité visuelle (logos)

Logo de TF6 du 18 décembre 2000 au 31 décembre 2014 à 23 h 59.
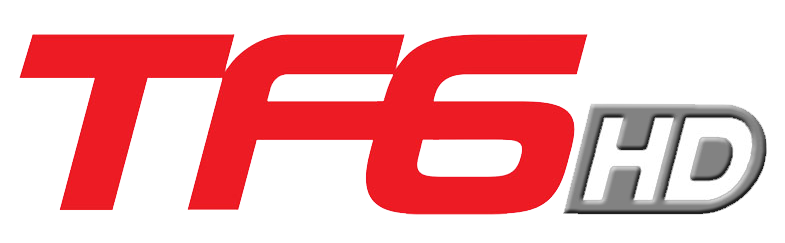
Logo de TF6 HD du 24 janvier 2012 au 31 décembre 2014 à 23 h 59

### Slogans
- 2000-2007 : « La télé très télé »
- 2007-2012 : « La télé nouvelle génération »
- 2012-2014 : « Intense et addictive[7],[8] »

## Organisation

### Dirigeants
Président du conseil d’administration :
- Philippe Bony : 2011-2012
- Jean-Michel Counillon : 2012-2014

Directeurs généraux :
- Fabrice Bailly : 2001-2006
- Laurent Fonnet : 2006-2007
- Vincent Broussard : 2007-2010
- Thomas Crosson : 2010-2011
- Guillaume Thouret : 2011-2014

Directeurs généraux délégués :
- Jérôme Fouqueray : 2001-2003
- Frédéric de Vincelles : 2003-2006
- Vincent Broussard : 2006-2007
- Thomas Crosson : 2007-2010
- Laurent de Lorme : 2010-2014

Responsable ou Directeur Technique :
- Franck Martin : 2000-2011
- Nicolas Viault : 2011-2014

Responsable informatique :
- Damian Deegan : 2001-2011
- Jérémie Flahaut : 2011-2013
- Guillaume Louradour : 2013-2014

Directrice de l’antenne et des productions :
- Patricia Ménarini : 2000-2009

Responsable des acquisitions :
- Anne-Lorraine Villeroy : 2001-2006
- Christine Hodanger : 2006-2012
- Florent Gellie : 2012-2014

Responsables de la programmation et de la conduite d'antenne :
- Xavier Gandon : 2001-2006
- Sébastien Maurisson : 2006-2008
- Franck Pusset : 2008-2014

Responsable des productions :
- Adeline Tarrade : 2009-2012
- Caroline Eskdale : 2012-2014

Responsable de l'administration de la programmation et de la logistique antenne :
- Anne-Laure Ferrié : 2000-2013

Directrice juridique :
- Julie Delormeau : 2002 – 2007
- Yasmine Pilz : 2007-2014

Responsable ou Directrice de la Communication :
- Sophie Deroulede : 2000 – juillet 2005
- Sophie Danis : juillet 2005-2012
- Sophie Falla : 2012-2014

Responsable des Relations Presse :
- Florence Sommier : 2006-2014

### Capital
TF6 a un capital de 80 000 euros détenu à parité par le groupe TF1 et le groupe M6.

### Animateurs
- Loana Petrucciani
- Vincent McDoom
- Sébastien Cauet
- Élodie Gossuin
- Cécile de Ménibus
- Bertrand Lacherie
- Adrien Lemaître
- Nadège Lacroix
- Yasmine Oughlis
- Anne-Gaëlle Riccio
- Gaël Leforestier
- Xavier Anthony
- Charly et Lulu
- Stéphane Allix
- Ariane Brodier
- Magloire
- Alex Fighter
- Olivier Minne
- Karine Ferri
- Robert Teriitehau
- Christophe Pinna
- Cyril Hanouna
- Frédéric Joly
- Virginie Efira
- Céline Balitran
- Cathy Jacob
- Sébastien Folin
- Sandra Lou

## Programmes
TF6 était une chaîne mini-généraliste de divertissement, qui vise un public de jeunes adultes et familial 
en diffusant des divertissements, des séries, des magazines, des films et téléfilms.

### Émissions
- Nos plus belles images : émission de 52 minutes présentée par Élodie Gossuin. Diffusée tous les dimanches à partir du 21 octobre 2012 en prime-time à 20 h 50. Chaque semaine Élodie Gossuin partage avec une personnalité de la télévision des images marquantes de la télévision et du web[9].
- 100 % phénomènes ! : émission présentée par Élodie Gossuin et accompagnée par Ariane Brodier et Xavier Anthony[10], anciennement présentée par Cécile de Ménibus et Lulu. Diffusée en prime-time à 20 h 50 ponctuellement à partir du 14 juin 2009. Dans cette émission, ce sont 18 candidats qui vont s'affronter pour le titre de "Phénomène de la soirée"[réf. nécessaire].
- Cauet fait le tour de... : émission présentée par Sébastien Cauet avec Piètre et Jeff, anciennement avec Cécile de Ménibus. Diffusée en prime-time à 20h50 ponctuellement. Dans cette émission, Sébastien Cauet et son équipe parcourt un lieu, un pays ou une ville[11].

- Docs de choc : émission présentée par Yasmine Oughlis. Diffusée en prime-time à 20h50 ponctuellement à partir du 21 mars 2012. Plongez dans les coulisses d’une génération en quête de sensations. Docs de choc, c’est une collection de plusieurs documentaires qui abordent des sujets sans inhibition et sans détour[12].
- Watch ! Le mag de TF6 : émission présentée par Yasmine Oughlis. Diffusée tous les mercredis à partir du 23 janvier 2013 en prime-time à 20 h 50. Les coulisses événements célébrés dans divers pays du monde[13].
- Dis-moi oui : Mon incroyable demande en mariage : émission présentée par Élodie Gossuin et son mari Bertrand Lacherie. Diffusée tous les mercredis dès le 18 septembre 2013 en prime-time à 20 h 50. Les plus incroyables demandes en mariages de plusieurs couples qu'on rencontrés Élodie et Bertrand[14].
- Les Apprentis Cascadeurs : docu-réalité présenté par Alain Figlarz (avec la participation de Tomer Sisley qui y prête sa voix) partent à la recherche des meilleurs cascadeurs à en devenir à travers la France. Diffusée tous les vendredis entre le 22 novembre 2013 et le 6 décembre 2013 en prime-time à 20 h 50[15].
- Derren Brown : l'incroyable expérience : docu-réalité présenté par Cécile de Ménibus, avec la participation de Derren Brown. Diffusée tous les lundis à partir du 10 février 2014 en prime-time à 20 h 50[16].
- La Folle route vers Saint-Tropez : émission de télé-réalité animée par Magloire et Vincent McDoom, diffusée à partir du 4 novembre 2008 en prime-time[17].
- La Folle route 2 : émission de télé-réalité animée par Magloire et Vincent McDoom.
- Mon stage de rêve : docu-réalité.
- La première fois : documentaire présenté par Élodie Gossuin.
- Mon Rêve... : docu-réalité présenté par Gaël Leforestier. Les rêves qui ont été abordés dans l'émission sont Miss Bikini à Rio, Surfeur au Brésil et Pom pom girl à Miami[18].
- La nuit de la fausse Bande-Annonce : émission humoristique présentée par Anne-Gaëlle Riccio et Olivier Minne.
- La nuit de la fausse pub : émission humoristique présentée par Anne-Gaëlle Riccio et Olivier Minne.
- Teuf ou galère : émission présentée par Alex Fighter.
- Ultimate girl : émission présentée par Christophe Pinna.
- Les fous furieux débarquent : émission présentée par Karine Ferri et Robert Teriitehau.
- Professions à risques : docu-réalité présenté par Olivier Minne.
- Les 50 clips les + nazes : émission humoristique présentée par Élodie Gossuin[19].
- Le Musical match VIP : émission présentée par Anne-Gaëlle Riccio et Olivier Minne où deux équipes s'affrontent sur différentes épreuves autour de la musique[réf. nécessaire].
- Myriam et les garçons : émission de télé-réalité présentée par Vincent McDoom qui présente Myriam, une jeune femme qui recherche l'amour parmi plusieurs hommes célibataires. Mais ce qu'ils ne savent pas c'est que Myriam est en réalité...un homme[20].
- Les Apprentis Shaolin : les futures stars du cinéma d'action : docu-réalité dans lequel des jeunes français pratiquant des sports de combat partent en Chine, dans un temple Shaolin afin de développer leur savoir faire et décrocher un rôle dans un film d'action[réf. nécessaire].
- Les Puceaux passent à l'assaut : émission de télé-réalité présentée par Ariane Brodier, diffusée à partir du 28 février 2011[21]. Quatre garçons vierges partent en Floride, aux États-Unis afin de passer le cap[22].
- Le plus grand Fan : émission présentée par Élodie Gossuin et Alex Fighter, diffusée à partir du 8 décembre 2011 en prime-time. L'émission présente des personnes qui vivent pour leur idole[23].
- Ca craint, mes parents passent à la télé : documentaire présenté par Magloire.
- Sexe: la fin des tabous : émission présentée par Yasmine Oughlis.
- Sexe : no tabou : émission présentée par Yasmine Oughlis.
- La Grande Soirée drôle et sexy : émission de divertissement présentée par Ariane Brodier et Magloire.
- La Folle nuit des parodies musicales : émission humoristique présentée par Anne-Gaëlle Riccio et Gaël Leforestier[24].
- C koi ta tribu ? : docu-réalité présenté par Yasmine Oughlis.

- Enquêtes extraordinaires : émission présentée par Élodie Gossuin et Stéphane Allix.
- Télé-Réalité : leur nouvelle vie : émission en 4 numéros diffusée à partir du 30 janvier 2013 en prime-time. Présentée par Nadège Lacroix et Adrien Lemaitre, ils reviennent sur le parcours de personnalités, révélées pour la plupart dans les années 2000, comme Sheryfa Luna, Quentin Mosimann, Olivier Siroux, Daniela Martins, Greg Basso, Erwan Henaux, Claire Litvine, Anne-Laure Sibon, Armande Altaï ou encore Matthieu Gonet[25].
- Les Sosies à Hollywood : émission de télé-réalité en 7 épisodes et diffusée à partir du 27 mars 2013[26] en prime-time[27], centrée sur sept sosies de stars (Justin Bieber, Céline Dion, Paris Hilton, Johnny Hallyday, Kim Kardashian, Hugh Jackman) qui s'installe pendant 10 jours dans une villa à Beverly Hills[28].
- La Méthode Cauet, les 10 Ans : émission d'anniversaire pour les 10 ans de l'émission culte diffusée à partir du 16 octobre 2013 en prime-time avec la participation de l'animateur Cyril Hanouna[29].
- Dans les coulisses du bal des Vampires : docu-réalité diffusée à partir du 8 octobre 2014 en prime-time. L'émission s'intéresse aux coulisses de la préparation du spectacle de Roman Polanski[30].
- Menteur : jeu animé par Frédéric Joly et diffusé le week-end à 19 h 50 en 2003[31].
- CaueTivi : émission animée par Sébastien Cauet et diffusée du 5 octobre 2004 au 27 juin 2008 tous les mardis à 22 h 30[32] puis tous les vendredis à 22 h 30.
- Real TV USA : Céline Balitran présente une sélection d'émissions de télé-réalité venue d'outre atlantique[32].

- Le Hit TF6 : émission présentée par Anne-Gaëlle Riccio, précédemment par Cathy Jacob, qui propose un classement des 50 meilleures ventes de singles et albums[32].
- L’homme contre la bête : émission événementielle présentée par Sébastien Folin et Sandra Lou qui met en compétition des animaux et des athlètes[32].
- Télé Piège : émission événementielle présentée par Anne-Gaëlle Riccio et Olivier Minne qui est une émission de caméra cachée mais en réalité... elle ne le sont pas[32] !.
- L’année People : émission événementielle présentée par Frédéric Joly qui retrace l’actualité people de l'année écoulée[32].
- Les plus grands secrets de la magie... Enfin Révélés 1 et 2 et 3 : émission parlant sur la magie présenté par Denis Brogniart, Stéphane Rotenberg et Mark Edward.

### Séries
Séries françaises
- Quai n°1
- Classe Mannequin
- Dock 13
- Extrême Limite
- Jamais deux sans toi...t
- La Kiné
- La Vie devant nous
- La vie est à nous
- Les Bleus : Premiers pas dans la police
- Marc et Sophie
- Sous le soleil
- Sous le soleil de Saint-Tropez
- Un gars, une fille
- Un et un font six
- Passeur d'enfants
- Baie Ouest
- Ca vous est déjà arrivé ?
- Quai n°1
- 72 Heures

 Séries américaines
- 21 Jump Street
- 24 heures chrono (saisons 1-8)
- Agence Matrix
- Air America
- Alcatraz
- Alerte à Malibu
- Alf
- Angel
- Beverly Hills 90210
- Brisco County
- Buffy contre les vampires
- Cold Case : Affaires classées
- Couleur Pacifique
- Covert Affairs (saisons 1-2)
- Dawson
- Diagnostic : Meurtre
- Dr Emily Owens
- Dr House (saisons 1-2)
- Dragnet
- Enquêtes à la une
- Demons
- Dinotopia
- Do No Harm
- Enquêtes à la une
- Espions d'État
- Esprits rebelles
- Falling Skies (saisons 1-3)
- Fastlane
- Felicity
- Franklin and Bash (saisons 1-3)
- Ghost Whisperer (saison 1)
- Gilmore Girls
- Gossip Girl
- Harper's Island
- Haunted
- Hercule
- How I Met Your Mother
- Invisible Man
- Jack, le vengeur masqué
- John Doe
- Justified (saisons 1-4)
- K 2000
- Kyle XY
- La Famille en folie
- La Nouvelle Famille Addams
- La Vie secrète d'une ado ordinaire (saisons 1-3)
- La Loi du fugitif
- Le Caméléon
- Le Diable et moi
- Le Flic de Shanghaï
- Le Rebelle
- Legend of the Seeker : L'Épée de vérité
- Les 4400
- Les Chroniques du mystère
- Les Frères Scott
- Les Nouvelles Aventures de Flipper le dauphin
- Les Nuits de l'étrange
- Les Médiums
- Les Oblong
- Les Rues de San Francisco
- Loïs & Clark, les Nouvelles Aventures de Superman
- Los Angeles : Division homicide
- Lost : Les Disparus
- Love Therapy
- L'Homme de nulle part
- MacGyver
- Made in Jersey
- Matlock
- Ménage à trois
- Moonlight
- Mortal Kombat
- Nashville (saison 1)
- Newport Beach
- New Girl (saisons 1-3)
- New York, police judiciaire
- Nikki
- Nikita
- Nom de code : TKR
- Notre belle famille
- Numb3rs
- NYC 22
- Pacific Blue
- Pacific Homicide (White Collar Blue)
- Papa Schultz
- Pause 10h
- Police Squad
- Popular
- Profiler
- Réunion : Destins brisés
- Santa Barbara
- Saving Grace
- Scrubs
- Sheena, Reine de la Jungle
- Smallville
- Sons of Anarchy
- Standoff : Les Négociateurs
- Supernatural (saisons 1-8)
- Terminator : Les Chroniques de Sarah Connor
- The Closer : L.A. enquêtes prioritaires
- The Gates
- The Glades (saisons 1-3)
- The Lost Room
- The Walking Dead (saisons 1-3)
- Twins
- Une famille du tonnerre
- Un privé à Malibu
- V
- Vampire Diaries (saisons 1-4)
- Veronica Mars
- V.I.P.
- Washington Police
- Wasteland
- Wolf Lake
- Xena, la guerrière
- Los Angeles Heat
- Deux flics à Miami
- La loi est la loi
- Rick Hunter
- L'Enfer du devoir
- Supercopter
- Tonnerre mécanique

 Séries canadiennes
- Aventure et Associés
- Code Eternity
- Cœurs rebelles
- Highlander
- Human Target : La Cible
- Sydney Fox, l'aventurière
- Tessa à la pointe de l'épée
- Un tandem de choc

 Séries espagnoles
- Genesis : L'Origine du crime
- Un, dos, tres

 Séries britanniques
- Cold Feet : Amours et petits bonheurs
- Golden Hour : urgences extrêmes
- Misfits (saisons 1-4)
- Nick Cutter et les Portes du temps

 Séries allemandes
- La Loi du puma
- Motocops
- Balko

### Émissions de télé-réalité
- Aventures sur le net
- L'Armée des Célébrités[33]
- La Grande Traversée
- Mes beaux-parents et Moi[33]
- Survivor[34]